# Skąd wiesz?
Skąd wiesz? (ang. How Do You Know) – amerykański film fabularny z 2010 roku w reżyserii Jamesa L. Brooksa, wyprodukowany przez wytwórnię Columbia Pictures. Główne role w filmie zagrali Reese Witherspoon, Paul Rudd, Owen Wilson i Jack Nicholson. Zdjęcia kręcono w Waszyngtonie, Filadelfii i Los Angeles.

## Fabuła
Lekkoduch Matty Reynolds (Owen Wilson) spotyka się z Lisą Jorgenson (Reese Witherspoon), byłą sportsmenką, która czuje, że najlepsze lata ma już za sobą. Gdy mężczyzna poznaje kobietę bliżej, zaczyna dostrzegać jej wyjątkowość. Wówczas na horyzoncie pojawia się rywal – stateczny George Madison (Paul Rudd).

## Obsada
- Reese Witherspoon jako Lisa Jorgenson
- Paul Rudd jako George Madison
- Owen Wilson jako Matty Reynolds
- Jack Nicholson jako Charles Madison
- Dean Norris jako Tom
- Kathryn Hahn jako Annie
- Yūki Matsuzaki jako Tori
- Shelley Conn jako Terry

## Odbiór

### Krytyka
Film Skąd wiesz? spotkał się z mieszaną reakcją krytyków. W serwisie Rotten Tomatoes 32% ze stu czterdziestu dziewięciu recenzji filmu jest pozytywne (średnia ocen wyniosła 4,88 na 10). Na portalu Metacritic średnia ocen z 38 recenzji wyniosła 46 punktów na 100.